# آنا رزا اسلیپر دی مارتینز گررو
آنا رزا اسلیپر دی مارتینز گررو (انگلیسی: Ana Rosa Schlieper de Martínez Guerrero؛ زاده ۱۵ اوت ۱۸۹۸ – درگذشته ۴ سپتامبر ۱۹۶۴) رهبر و فعال فمینیسم اهل آرژانتین بود.

## زندگی‌نامه
مارتینز گویررو در سال ۱۸۹۸ در بوئنوس آیرس، متولد شد و دختر انریکو اسلیپر و آنا زابالرادو است. او از (۱۹۱۰ تا ۱۹۱۵) در دانشکده قلب مقدس (the deSagrado Corazon) تحصیل کرد.
وی همچنین برندهٔ جوایزی همچون جایزه پناهندگان نانسن شده‌است.

## مرگ
آنا رزا در ۴ سپتامبر ۱۹۶۴ در بوئنوس آیرس درگذشت.